# 2002 à la télévision
| Années de la télévision : 1999 - 2000 - 2001 - 2002 - 2003 - 2004 - 2005    |
| Décennies de la télévision : 1970 - 1980 - 1990 - 2000 - 2010 - 2020 - 2030 |

Cet article présente les faits marquants de l'année 2002 à la télévision.

## Évènements
- 7 janvier : La Cinquième est rebaptisée France 5, France Télévision devient France Télévisions et un nouvel habillage pour l'ensemble des chaînes du groupe est mise en place.
- 12 janvier : Jenifer remporte la première édition de Star Academy, elle empoche ainsi 1 000 000 d'euros (avance sur les ventes de disques). L'émission est suivie par 11 872 000 téléspectateurs soit 56,2 % des parts de marché, la plus forte audience à ce jour[Quand ?] de l'émission.
- 1er avril : Arrêt des Minikeums sur France 3, après 9 ans de diffusion avant de revenir fin 2017.
- 18 septembre : Lancement du premier service de télévision par ADSL et box grand public en France, Freebox.
- 2 novembre : la chaîne Disney Channel est divisée en 4 sous-chaînes :
Disney Channel, Disney Channel +1 (diffusé avec une heure de décalage), Playhouse Disney pour les plus jeunes, Toon Disney pour les préadolescents.
- Animations peu innovantes pour la présidentielle : France 2 propose sobrement un fond de Palais de l'Élysée, avant qu'apparaisse l'image de Jacques Chirac réélu avec 82,1 % des voix contre Jean-Marie Le Pen.
- L'équipe rédactionnelle de Game One entre en conflit avec la direction et la chaîne entre en crise. Finalement, seulement deux journalistes resteront à leur poste.
- La chaîne France 3 a désormais une diffusion 24h/24.

## Émissions
- 23 mars : Le Grand Concours (TF1)
- 1er avril : T O 3 (France 3)
- 10 juin : Y'a que la vérité qui compte (TF1)
- 6 juillet : L'Île de la tentation (TF1)
- 5 septembre : Star Six (M6)
- 9 septembre : Bonsoir les Zouzous (France 5)
- 9 décembre : Le monde est scoop (Canal J)

## Documentaires
- La Terre des Peaux-Rouges par Jean-Claude Lubtchansky sur Arte
- Angkor : la forêt de pierre par Jean-Claude Lubtchansky sur Arte
- Darwin et la science de l’évolution par Valérie Winckler sur Arte

## Séries télévisées
- 20 février : Début de la série télévisée française Sami, le pion sur M6.
- 13 avril : Première diffusion de Scrubs en France sur TPS Star.
- 19 mai : Diffusion du dernier épisode de X-Files : Aux frontières du réel, La vérité, aux États-Unis.
- 1er juillet : Première diffusion de Bob l'éponge en France sur TF1.
- 8 septembre : Début de la série télévisée américaine Boston Public sur France 2
- 22 septembre : Début de la série télévisée américaine Preuve à l'appui sur TF1
- 26 septembre : Début de la deuxième saison de Scrubs sur NBC, aux États-Unis.
- 29 septembre : Début de la série télévisée québécoise Une grenade avec ça?

## Feuilletons télévisés
- 14 septembre : première diffusion de 24 heures chrono en France sur Canal+, le PAF découvre le premier feuilleton en temps réel

## Distinctions

### Emmy Awards (États-Unis)
- Laura Linney : Emmy Award de la meilleure actrice

## Principaux décès
- 13 janvier : Frank Shuster, acteur et scénariste canadien (° 5 septembre 1916).
- 6 février : Guy Stockwell, acteur américain (° 16 novembre 1934).
- 18 novembre : James Coburn, acteur américain (° 31 août 1928).
- 22 novembre : Parley Baer, acteur américain (° 5 août 1914).
- 23 novembre : Maritie Carpentier, productrice française d'émissions de variétés (° 12 décembre 1921).
- 29 novembre : Daniel Gélin, acteur français (° 19 mai 1921).
- 21 décembre : Patrick Bourrat, reporter de TF1 (° 20 septembre 1952).